# Eucereon tigrata
Eucereon tigrata là một loài bướm đêm thuộc phân họ Arctiinae, họ Erebidae.